# Lueheopsis duckeana
Lueheopsis duckeana är en malvaväxtart som beskrevs av Karl Ewald Maximilian Burret. Lueheopsis duckeana ingår i släktet Lueheopsis och familjen malvaväxter. Inga underarter finns listade i Catalogue of Life.